# Incidentul Hopeh
Incidentul Hopeh se referă la o apariție OZN, despre care se presupune că a fost reperat și fotografiat peste Hebei, China în 1942.

## Descoperirea

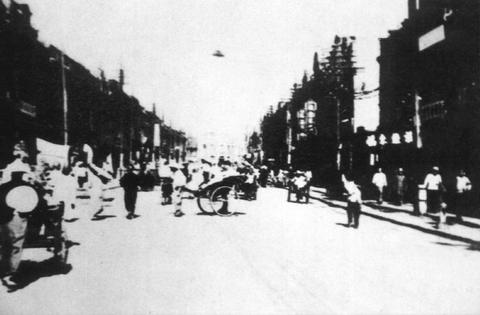
Fotografie a incidentului Hopeh din 1942

Masujiro Kiru a găsit fotografia în timp ce caută prin albumul foto al tatălui său din timpul al doilea război mondial. Tatăl său a cumpărat fotografia de la un fotograf din Tianjin. În timp ce unele surse spun că fotografia a fost luată în Tianjin în 1911, alții au susținut că fotografia a fost luată în Tiensten, provincia Hebei, în 1942. Unele surse susțin că fotograful a fost ulterior identificat a fi un american de serviciu în acea regiune, care a crezut că obiectul în cauză era o pălărie. Alți sceptici identifică obiectul cu o pasăre sau un felinar.